# 巴西帝國
巴西帝國，是1822年至1889年間，领土包含现代南美洲巴西所建立的一個代议民主制、二元制君主立憲制國家，由葡萄牙親王佩德羅一世及其子佩德羅二世所統治著。在佩德羅二世统治下，巴西帝国和邻国的三场战役皆取得胜利。1889年，佩德羅二世被廢黜，帝國由德奧多羅·達·豐塞卡建立的第一共和國取代，巴西帝國宣告正式滅亡。
不同于它大多数接壤的西班牙语美洲的共和国，巴西帝国政局稳定、经济增长动力强劲、依法保护公民言论自由的权利并尊重所统治子民的公民权利。但仍有瑕疵，如女性和奴隶们的权利受到限制，且仅将後者视作财产而非公民。1880年代，巴西帝國的奴隸制被廢除。

## 王朝的建立
佩德罗·阿尔瓦雷斯·卡布拉尔于1500年4月22日从海路首次抵达今天巴西这个区域，并宣告这块领地属于葡萄牙。随后永久居留地于1532年在此区域开始建立，之后三百年来葡萄牙人缓慢向西扩展领地，并逐渐形成了现在巴西的所有边境。19世紀初，整個歐洲經歷了拿破崙戰爭。葡萄牙更在1808年被法軍所佔領(半島戰爭)。因此，葡萄牙的布拉干薩王室逃亡到南美的殖民地巴西，1809年更遷都里約熱內盧。
1815年，葡萄牙皇储若昂阁下（之后的若昂六世）以摄政的方式在巴西建立了「葡萄牙-巴西-阿爾加維聯合王國」，使得巴西从殖民地变为一个王国。之后的一年，随着他的母亲瑪麗亞一世的逝世，他又登上了葡萄牙王国的宝座。1821年4月若昂回到葡萄牙。不久後，拿破崙戰爭結束，葡萄牙王室返回里斯本，並派若昂六世之長子攝政王佩德羅王子繼續统治巴西。佩德羅於是開始進行大規模改革，廢除王室頒布的鹽稅，又重整政府機關，更放寬人民的自由。此外，他更派出代表到葡萄牙議會參與政事，這使巴西的經濟及文化都有很大的改善。可是，奴隸買賣仍然存在。

伊皮蘭加呼聲

1821年9月，葡萄牙議會表決，廢除巴西王國的名銜，所有位於里約熱內盧的王室機關將被廢除，並宣告巴西各省受里斯本管轄。因此，葡萄牙政府派遣軍隊到巴西駐兵，並把巴西的武裝力量置於葡軍的控制下，以加強對巴西的控制。後來在伯南布哥、巴伊亞等地，葡軍和當地的武裝分子發生武裝衝突。1822年1月，議會要求佩德羅立刻返回里斯本，佩德羅拒絕，並宣告將留在巴西，不久後建立由若澤·博尼法西奧·德·安德拉達為首的新政府，更要求葡萄牙駐軍撤出巴西。
同年2月，葡萄牙駐巴西的軍隊開始打擊巴西境內的分離活動。佩德羅於是撤銷葡軍指揮官的職務，並向葡軍下達後退的指令。一個月後，葡萄牙增援部隊到達里約熱內盧外海，但被佩德羅拒絕入港，到達里約熱內盧增援的葡軍及駐巴西葡軍在補給後返回葡萄牙。然而，在伯南布哥省、巴伊亞省卻開始出現了流血事件，當地武裝分子向駐軍發動攻擊，雙方出現流血衝突。5月，佩德羅宣告自己成為「巴西的保護者」。
8月，葡萄牙議會決議，廢除佩德羅的攝政王職務，並組織討伐軍討伐巴西。1822年9月，到達聖保羅市的佩德羅，得悉本國將要派出討伐軍後，便到附近的伊皮蘭加河脫下軍服上的葡萄牙徽章，拔劍宣誓「不獨立，毋寧死！」（Independência ou Morte!），正式宣告巴西獨立。1822年10月12日，佩德羅宣告自己成為巴西皇帝佩德羅一世，並在12月1日加冕，建立巴西帝國，由若澤·博尼法西奧·德·安德拉達出任帝國的首相。

## 佩德羅一世統治時期

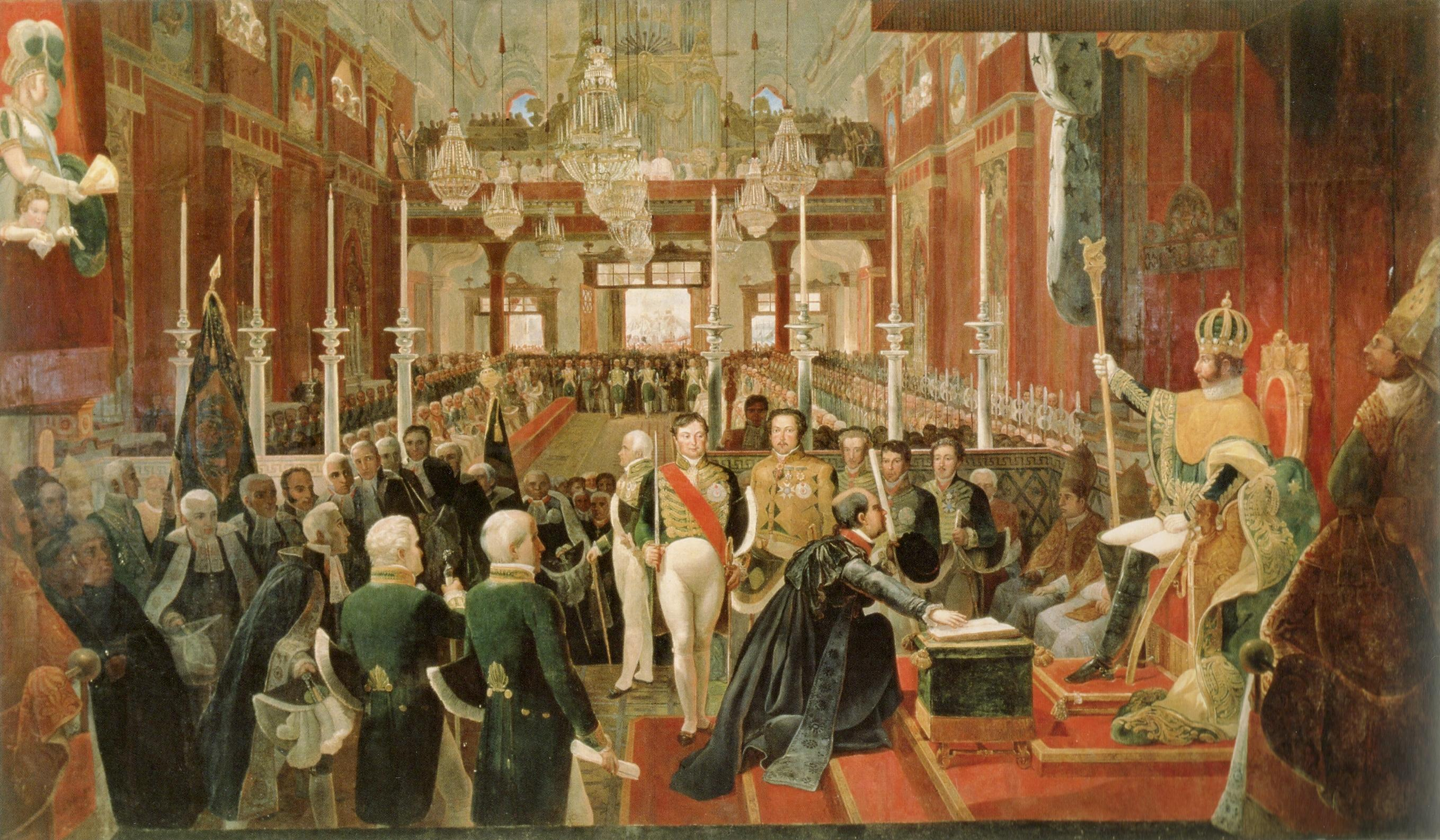
佩德羅一世的加冕典禮

自佩德羅成為巴西皇帝後，便繼續驅逐葡萄牙殖民者。他向英國聘請海軍軍官湯馬士·科克倫將軍及法國的皮埃爾·拉巴杜請求助戰。他們率領巴西軍在巴伊亞、馬臘尼昂、帕拉等地擊退葡萄牙殖民軍，並重新控制這些地區。翌年，驅逐所有葡萄牙軍，巴西帝國成功解除了葡萄牙的威脅。1824年，英國調停葡萄牙及巴西的紛爭，1825年，雙方達成協議，英葡承認巴西獨立。
1823年，巴西帝國議會起草憲法，由三權分立作為基礎的憲法主張剝奪葡萄牙人的被選舉權，並限制皇帝的權力。佩德羅一世不滿這部憲法，於是派軍隊到場解散議會，並把首相澤·博尼法西奧·德·安德拉達流放。同年6月，佩德羅打算改寫憲法，以維護葡萄牙貴族及自身皇權作為方針。1824年3月25日，憲法頒布，此部經修改的憲法比本來議會制定的憲法較能集中皇帝的權力。
在1824年中期，東北六省的共和派不滿專制的統治，因此發起了叛亂，宣布各省脫離巴西獨立。以伯南布哥省為中心的叛亂者組成了「赤道邦聯」（Confederação do Equador），並在伯南布哥首府累西腓組織臨時政府，欲脫離巴西帝國獨立。佩德羅於是派兵鎮壓叛亂，翌年3月處死叛亂的策動者。
然而，葡萄牙殖民者離開以後，巴西卻要面對鄰國阿根廷的影響。1825年10月，巴西南部的西斯普拉廷省宣佈脫離巴西並併入阿根廷，改稱烏拉圭，巴西只得向阿根廷宣戰。可是巴西未能取得任何突破，而阿根廷國內出現分離主義者的運動，雙方只好在1827年中期簽署草約，宣佈烏拉圭仍為巴西領土。不久後，阿根廷再次對巴西用兵，翌年，巴西軍被驅逐，雙方於是簽署和約，承認烏拉圭為獨立國家。
在面對阿根廷的戰爭期間，葡萄牙的若昂六世駕崩。作為長子的佩德羅一世便繼承其王位。可是，國內的人都不認同他兩國君主之身份，他只好把葡萄牙王位讓給自己的長女瑪麗亞，由弟弟米格爾攝政。1828年，米格爾篡位成為葡萄牙國王，佩德羅一世繼續管治巴西。同年，烏拉圭得以獨立，而戰爭亦使得國內的經濟開始下滑，人民對佩德羅抱有怨言，巴西黑人亦開始爆發不同的起義。1831年，人們在首都里約熱內盧爆發示威，緊接各地也出現不同的暴動。不久後，佩德羅一世被逼讓位於兒子佩德羅二世，返回葡萄牙。

## 攝政時期
1831年至1840年間，巴西帝國由三人攝政委員會理政，包括已回國的若澤·博尼法西奧·德·安德拉達，以輔佐年幼的佩德羅二世。在這幾年間，巴西境內開始出現不同的騷動及暴亂，如1832年在東北部的帕拉伊巴省及伯南布哥省就出現了示威的浪潮。其後數年，國內的形勢更加紛亂。1834年，安德拉達獨自攝政，但無法控制各省的混亂事件，因此，國家放寬各省自治權，令中央政府的權威大幅削減。
在攝政委員會執政的年代，國內出現騷亂根本是屢見不鮮的事情。當中比較著名的有1835年1月，帕拉首府貝倫出現大規模暴動，政府軍派出軍艦鎮壓。九個月後，在南部的南里約格朗德首府阿雷格里港中爆發叛亂，領導者成功取得城市的控制權，反對帝制統治，打算建立一個行聯邦制的共和政體。政府軍只好再派軍隊到當地掃蕩，展開為期十年的「破衫汉战争」。翌年，南里奧格蘭德脫離巴西獨立，建立里奥-格兰德共和国。另外，在1837年，巴伊亞首府薩爾瓦多亦出現伊斯蘭教黑人起義，欲建立一個巴伊亞人的獨立國家。再加上1839年馬臘尼昂的市民起義，都令政府軍措手不及。然而，這些動蕩不安顯示出各省對祖國的不滿及對立，這個現象更一直延續到下一個世紀。
即使政府對各省的叛亂加以鎮壓，但政府卻無力進一步加強對各省的控制。為了挽回局勢，在1840年間，帝國議會漠視攝政委員會的休會法令，再次召開議會，並咨詢小佩德羅登基的意願。其後，小佩德羅同意登基，並於次年7月18日 即位，恢復皇帝的統治，以回復國家的統一、和平及繁榮。

## 佩德羅二世統治時期

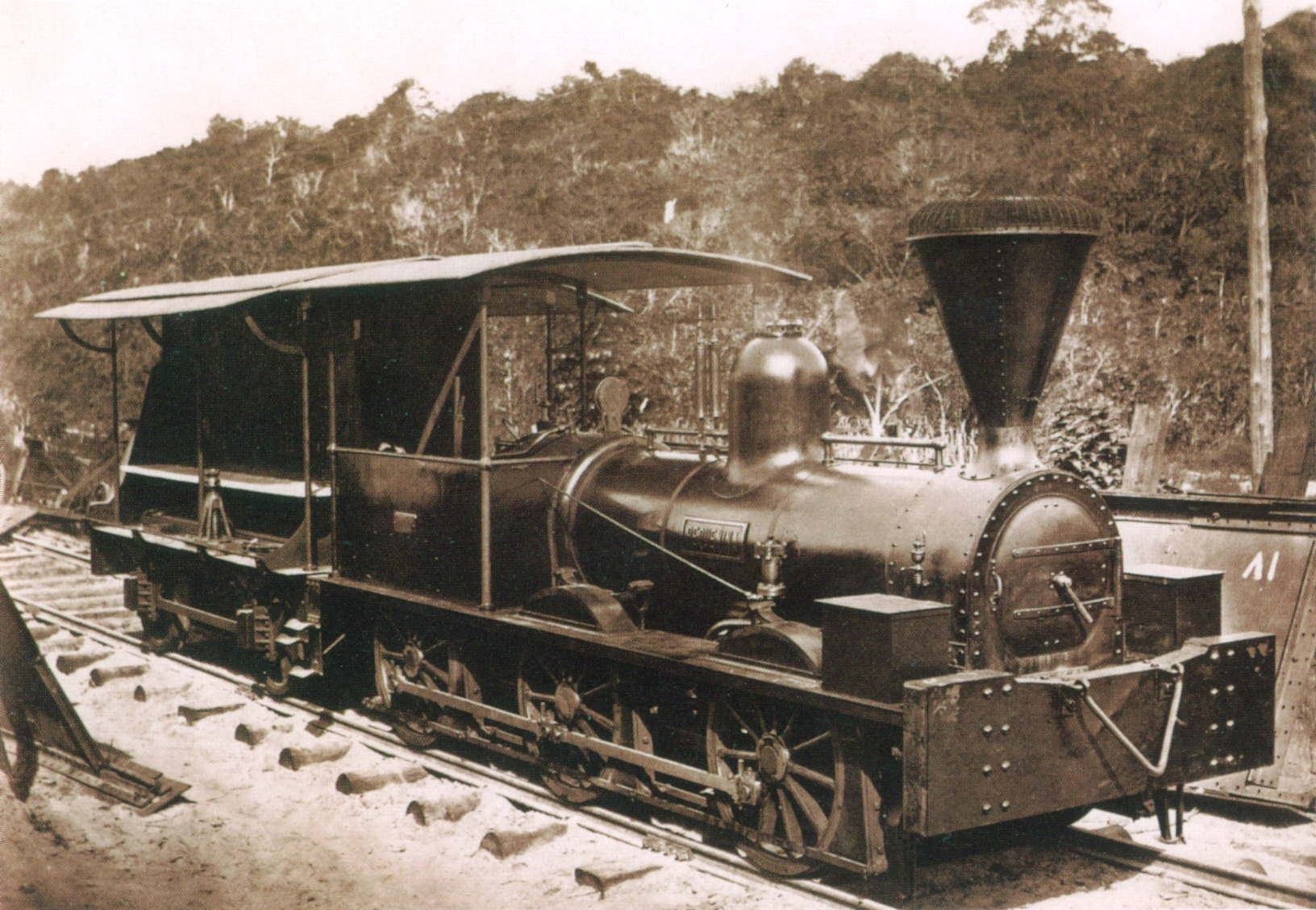
巴伊亞的「小不點」（Pequenina）火車頭，攝於1859年

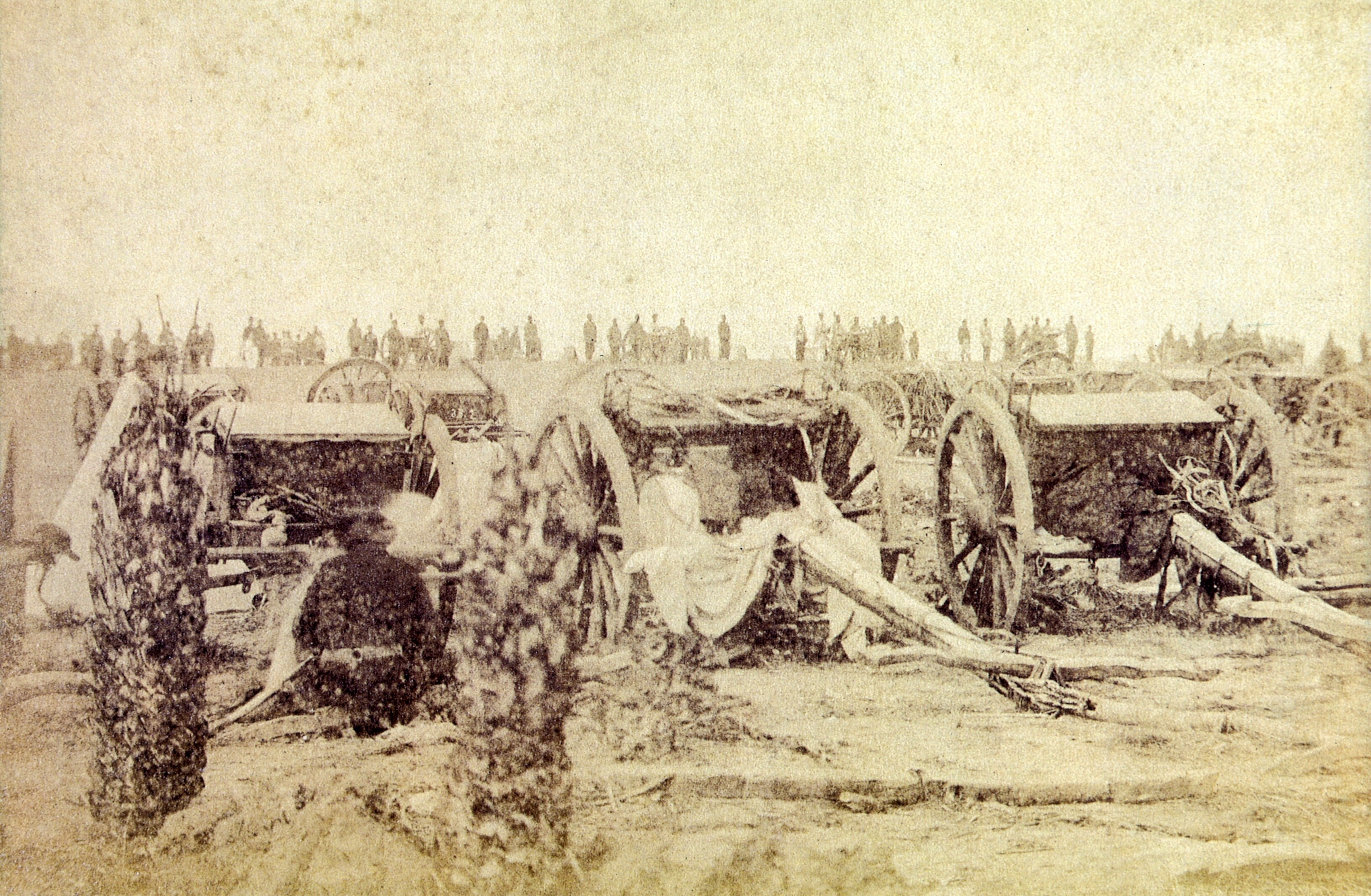
巴拉圭战争期间，巴西军队的炮兵阵地，1866年

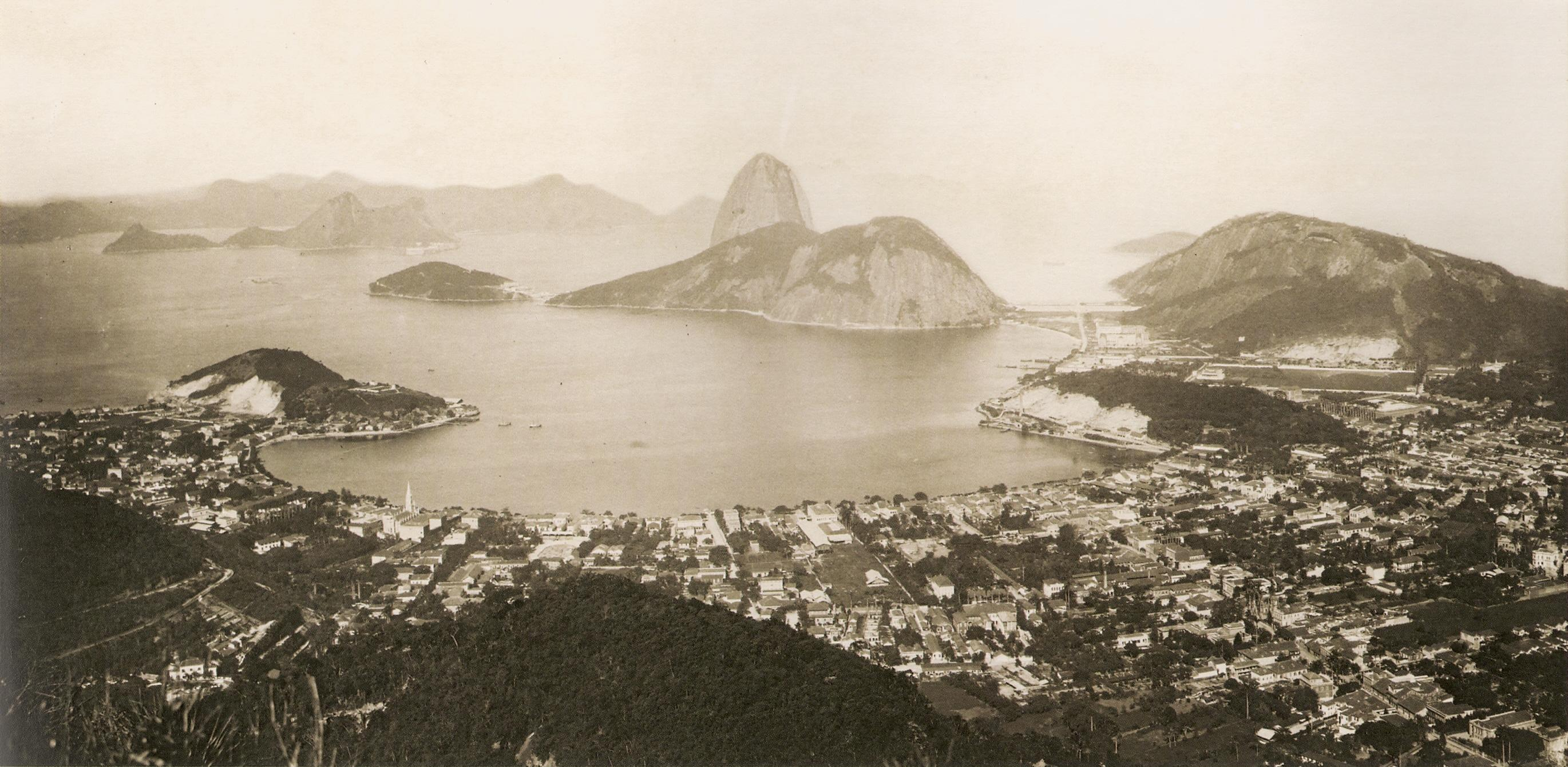
里约热内卢，帝国的首都

佩德羅二世登基後，立刻廢除聯邦制度，再次建立中央集權政府，加強對各省的控制。起初的幾年間，共和主義者反對帝制，再次發起暴動，但很快就被鎮壓下去。不久後，佩德羅為鞏固其統治，運用憲法賦予的權力，解散自由派佔多數的下院，並重新甄選出保守派的議員，以壓制自由派的勢力。此外，他又赦免各省的叛亂者，并把他們驅逐出境，以消除國內的反對聲音。在其統治時期，巴西注重發展教育，成立了巴西歷史地理協會，對外重視發展同西歐和美國的關係。
1850年，巴西進行土地改革，推行新的土地法，取締以往非法佔據的土地，並制定土地買賣的限額。同年，佩德羅二世開始著手廢除在巴西已有幾百年之久的奴隸制度。在英國及本土部份人士的施壓下，巴西政府宣布買賣非洲奴隸為非法行徑。不久後，為迫使其採取進一步行動，英國表示奴隸買賣與海盜行徑無異，並派戰艦到巴西海岸襲擊奴隸運輸船。在英國的武力干預下，巴西政府只好驅逐當地的葡萄牙奴隸販子，並要求各省長官加以取締。其後，更明令禁止外國向巴西輸入奴隸。最後一艘奴隸走私船于1855年到達巴西後，該國奴隸買賣完全終止。
其後，巴西開始加強本土咖啡產業的發展，並加速實現工業化。在1871年至1880年間，咖啡出口佔總出口量的六成，與之前的三十年相比增長一成之多。此外，棉花、煙草、可可豆、橡膠及巴拉圭冬青也是重要的出口產品。基於此時的發展，時至今日，巴西仍然是這些作物的主要出口國。咖啡產業的急速增長吸引了英國投資者前去投資。在19世紀下半葉，巴西的鐵道、航運及公路網開始加速發展 ，進出沿海及內陸地區變得更加快捷方便，運輸網絡的形成推動了資本主義經濟的增長。在佩德羅二世訪問美國費城時，亞歷山大·貝爾向皇帝介紹了他發明的電話，此後，巴西的電信建設也開展起來了。
1864年爆發的巴拉圭戰爭刺激了巴西軍需工業的發展，使巴西積累了寶貴的實戰經驗，令其軍隊走向現代化。巴西在這場戰爭中以很大傷亡換來了巴拉圭的部份領土，此外，戰爭亦促進了道路網的建設及部份產業的近代化，但连年征战造成的損失也使皇帝漸失民心。當時歐洲的不穩局勢為巴西帶來大量歐洲的新移民，使巴西人口數在佩德羅二世統治時期翻了一番，越來越多的土地被用來開發畜牧業。

## 滅亡

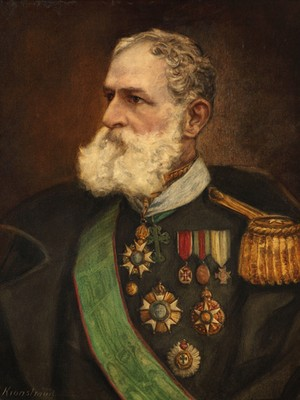
德奧多羅·達·豐塞卡

1870年代以後，廢奴主義的呼聲愈來愈大。1879年，主張廢奴的人士開展了廢奴運動，各省議員隨即開展了省議會，投票表決廢奴運動。1883年，「廢奴聯盟」成立，廢奴運動蔓延全國。次年，六十五歲以上的奴隸得到解放，各省紛紛宣告廢除奴隸的宣言。1888年5月，身處歐洲的佩德羅二世支援女兒伊莎貝拉公主簽署廢奴法令。5月13日，議會表決「黃金法」（Lei Áurea），宣告廢除奴隸制度，而巴西奴隸制終於在此時走向滅亡。
但是，自廢奴運動後，共和派人士也希望能夠打倒帝政，實現共和，令共和主義的呼聲高漲。1887年，軍官德奧多羅·達·豐塞卡組織軍事俱樂部，開始策劃政變。1889年11月15日，豐塞卡與另一位軍官弗洛里亞諾·阿勞霍·佩紹托聯合共和派人士發動軍事政變，成功包圍內閣會議廳，搶奪政府控制權。豐塞卡宣告廢除帝政，改行共和制，建立臨時政府，而本來支持帝政的農場主及地主也因為佩德羅二世支持廢奴制度而倒戈。兩日後，佩德羅二世逃亡至法國，巴西帝國正式瓦解。